# Relativisztikus nehézion-ütköztető
A relativisztikus nehézion-ütköztető, angolul Relativistic Heavy Ion Collider, vagy RHIC egy nehézion-ütköztető, ami az Amerikai Egyesült Államok New York államában, Uptonban működik a Brookhaven National Laboratory BNL területén.
Az ütköztető segítségével kémiai elemek ionjait relativisztikus sebességgel ütköztetve a tudósok az anyag őseredeti, igen rövid (a másodperc igen apró törtrésze időtartamának megfelelő) idő elteltével a világegyetem keletkezése, az ősrobbanás (angolul Big Bang) utáni állapotát, valamint a proton szerkezetét vizsgálják. Jelenleg (2008) ez a világ leggyorsabb ütköztetője. Speciális képessége az ún. spin-polarized (egyirányú spinnel rendelkező) protonok ütköztetése.

## A részecskegyorsító és a detektorok leírása
A berendezés lényege egy egymást keresztező raktározó gyűrűpár (Intersecting storage rings, ISR). A két, egymástól függetlenül működő gyűrű részecskegyorsító szerepet játszik, az ütköztetés pedig keresztezési pontjukban történik. A gyűrűk kerülete 3834 méter; nem köralakúak, hanem hexagonálisak, de sarkaik le vannak kerekítve. A részecskék irányítására a gyűrűkben elhelyezett 1740 szupravezető nióbium-titán mágnes szolgál. Az ütköztetés a két gyűrű hat keresztezési pontján történhet, a gyűrűk viszonylag egyenes szakaszán. Ezeket óralapiránnyal jelölik. A berendezésben a részecskék nagy választékát ütköztethetik.
Egy részecske több erősítő (booster) szakaszon megy át, mielőtt az RHIC tárológyűrűbe kerül. Az ionerősítés első szakaszaként a Tandem Van de Graaff gyorsító, míg protonerősítésre az ún. LINUX 200 MeV-os lineáris gyorsító szolgál.

### Érdekes adatok
Az arany atommag esetét véve példaképpen ez a Tandem Van de Graaff gyorsítót nukleonkénti kb. 1 MeV (mega elektronvolt) energiával hagyja el, ami Q=+32 e elektromos töltésnek (vagyis atommagonként 32 elektronhiánynak) felel meg. Ezt követően a részecskéket az erősítő szinkotron (booster syncrotron) nukleonként 95 MeV energiára vagyis atomonként 77 elektronhiányt képviselő Q=+77 e töltésállapotra erősíti fel. Az erősítő szinkotront elhagyva a részecske a váltakozó gradienses szinkotronba (Alternating Gradient Synchotron, AGS) kerül, ahonnan végül nukleonkénti 8,86 GeV energiával, Q=+79 e töltéssel (vagyis elektronok nélkül) a gyűrű 6 óra irányába érkező AGS-RHIC átmeneti csatornán a tárológyűrűbe érkezik.
Az RHIC főleg a következő részecskepárok ütköztetésére szolgál : p+p, d+Au, Cu+Cu, és Au+Au. Tipikus részecske-ütközési sebesség a fény vákuumban észlelt sebességének 99,995 %-a. Arany-arany ütköztetés esetén a tömegközéppontokban az ütközési összenergia 200 GeV, vagyis 100 GeV nukleonként, de az egyik PHENIX kísérlet (p-p ütköztetés) alkalmával 400 GeV összenergiát is elértek. A tervezett luminozitás 2 × 1026 cm−2 s−1 volt. Gyakorlatban a luminozitás 2,96 × 1026 cm−2 s−1.
Különös adottsága az RHIC-nek polarizált protonok előállítása. (RHIC tartja ezek energiarekordját). A polarizált protonokat előre lövik be az RHIC-be és ezeknek a huzamosan megfelelő állapotban való tartása elég nehéz feladat. Erre a feladatra szolgál a polarizált dipólokkal együtt egy „szibériai kígyó”nak becézett, szolenoidokból és kvadrupólokból álló lánc.

### Kísérletek
- PHENIX: Pioneering High Energy Nuclear Interactions eXperiment – (Úttörő, nagyenergiájú atommag-kölcsönhatások kísérlete); Ritka és elektromágneses részecskék megfigyelése; 8 óra irányában; Szupravezetéssel gerjesztett axiális mágneses tér. A kísérlet intézményes magyar részvétellel zajlott 2016-os leállításáig.

- STAR: Solenoidal Tracker at RHIC – (Szolenoidos nyomozó) Hadronmegfigyelés; 6 óra irányában; Hagyományosan gerjesztett elektromágneses tér speciális, angolul en:time projection chamber néven ismert észlelő berendezésben. A kísérlet intézményes magyar részvétellel zajlik.

- PHOBOS (?) 10 óra irányában; Nagy pszeudorapiditás angol:Pseudorapidity

- BRAHMS Momentum szpektroszkópia; 2 óra irányában;

- pp2pp proton + proton kísérletek

## A lakosság félelme
Egyesek már az RHIC működésbe lépése előtt is kezdtek aggódni azon, hogy talán a nagy sebességre gyorsított részecskék ütköztetése által gerjesztett hatalmas energia egy rettenetes katasztrófának lehet a forrása. Nevezetesen a következő katasztrofikus események létrehozásán aggódtak:
- Az ütköztetés fekete lyukat hoz létre,
- Az ütköztetés egy másfajta kvantummechanikai vákuumba való átmeneti állapotot eredményez (lásd hamis vákuum), és/vagy
- Az RHIC ütköztető egy olyan újfajta anyagot hoz létre, amelynek stabilitása túlszárnyalja a közönséges anyag stabilitását.

A katasztrófák lefolyására komplex elméleteket dolgoztak ki, amelyek szerint azok Földünk teljes elpusztulását vonnák maguk után vagy másodperceken vagy éveken belül, vagy legalábbis évezredeken belül, a katasztrófától függően.
Alapos meggondolás azonban arra a következtetésre vezetett, hogy mivel Naprendszerünk alkotórészeit (például a Holdunkat) évmilliárdokon keresztül az RHIC által gerjesztett részecskékét jelentősen meghaladó energiát hordozó kozmikus sugárzás bombázta a Naprendszer bármiféle megkárosítása nélkül, ezeknek az aggodalmat okozó elméleteknek nincs gyakorlati alapja.
Voltak olyan kritikusok is, akik azt követelték, hogy a kutatók bizonyítsák matematikailag, hogy az aggodalmat okozó katasztrófák előfordulási valószínűsége elhanyagolhatóan kicsi. A kutatók azt vitatták, hogy ámbár ezt nem lehet így bebizonyítani, azt sem lehet, hogy annak a valószínűsége zéró, hogy a kísérleti körülményekkel megfelelő asztrofizikai körülményeket feltételezve, Földünket holnap nem éri egy világkatasztrófát jelentő kozmikus sugár.
A vita a Scientific American 1999-es évfolyamának lapjain kezdődött Walter W. Wagner, és F. Wilczek (az Institute of Advances Studies tagjai) között válaszként egy előző közleményre, amely ugyanabban a lapban M. Mukerjee-től eredt. A vita folytatódott J. Leake-nek, az angol Sunday Times-ban 1999. július 18-án megjelent cikkében, majd megint az amerikai médiában, de többé-kevésbé véget ért J. H. Marburgernek, a Brookhaven Nemzeti Laboratórium igazgatójának a jelentésével, ami kizártnak ítélte egy az aggodalmat okozó, világ végét jelentő katasztrófa megvalósulását. A jelentés nem cáfolta azt a nézetet, hogy a Földünket relativisztikus sebességgel bombázó kozmikus sugarak tulajdonságai nem azonosak az RHIC által gerjesztett részecskék tulajdonságaival.